# Офтринген
Офтринген (нем. Oftringen) — коммуна в Швейцарии, в кантоне Аргау. 
Входит в состав округа Цофинген.  Население составляет 11 318 человек (на 31 декабря 2007 года). Официальный код  —  4280.